# Mannequin Two: On the Move
Mannequin Two: On the Move is een romantische komedie uit 1991 onder een regie van Stewart Raffill.  Het is de sequel van Mannequin uit 1987. Hoofdrollen worden gespeeld door Kristy Swanson, William Ragsdale, Terry Kiser, Stuart Pankin en Meshach Taylor

## Verhaal
Duizend jaar geleden wilde prins William van het koninkrijk Hauptmann-Koenig trouwen met het boerenmeisje Jessie. Zijn moeder was het hier niet mee eens en schakelde de hulp in van een tovenaar. Hij ontwierp een vervloekte halsketting. Nadat Jessie de halsketting aandeed, veranderde ze in een houten beeld voor 1000 jaar.
Duizend jaar later wordt Jason Williamson aangenomen in de luxueuze winkel "Prince and company" waar hij tezamen met de excentrieke Hollywood Montrose de uitstalramen inkleedt. De houten Jessie in in bezit gekomen van dit bedrijf. Wanneer Jason de halsketting verwijdert, wordt Jessie terug een normale persoon. Jason dient haar nu uit te leggen dat er intussen duizend jaar zijn gepasseerd.
Graaf Gunter Spretzle, een nakomeling van de tovenaar, wil Jessie en de halsketting ontvoeren naar Bermuda. Jason en Hollywood trachten hem te doen stoppen.

## Rolverdeling
| Acteur             | Personage                       |
| ------------------ | ------------------------------- |
| Kristy Swanson     | Jessie                          |
| William Ragsdale   | Jason Williamson/Prins William  |
| Meshach Taylor     | Hollywood Montrose              |
| Terry Kiser        | Graaf Gunther Spretzle/tovenaar |
| Stuart Pankin      | James                           |
| Cynthia Harris     | Williamson / koningin           |
| Andrew Hill Newman | Andy Ackerman                   |

## Achtergrond
Omdat de eerste film een financieel succes was, werd besloten een sequel te maken. Het script werd geschreven en Stewart Raffill werd aangesteld als regisseur.
De film flopte en bracht iets minder dan 4 miljoen Amerikaanse dollar op daar waar de productie $13 miljoen Amerikaanse dollar kostte.